# Episema rubrescens
Episema rubrescens là một loài bướm đêm trong họ Noctuidae.